# Stan Caïman

Stan Caïman est une bande dessinée française créée par François Thomas.

## Synopsis
Apparue dans le no 93 du journal Pilote mensuel, cette série met en scène un crocodile anthropomorphe dans de courts récits d'humour cynique, teinté d'érotisme, tendance BDSM. Il est à noter qu'il est le seul  personnage à être un animal anthropomorphe dans cette BD, tous les autres personnages sont de purs humains. 
Stan est un séducteur pervers et sa préférence va aux femmes plantureuses dotées de fortes poitrines. Il aime le luxe clinquant ou du moins ce qui est voyant : costumes moutarde avec gilet, montres, fume-cigarettes, voitures vintage (sa voiture fétiche est la Peugeot 203) et aussi la bonne chère et l’alcool, dont son cocktail favori le looping papaye. Mais plus qu’un bling bling, c’est un esthète amateur d’art et pas seulement pour la spéculation et la mondanité glamour des vernissages où il peut trouver de belles femmes à séduire. En matière d’architecture, sa préférence va aux châteaux baroques en montagne et aux villes futuristes tout droit sorties de l’imagination d’un dictateur. Politiquement très incorrect, on pourrait le qualifier d’anarchiste de droite, davantage fasciné par l’esthétique totalitaire que par les idéologies dont il n’a que faire en individualiste forcené, presque libertarien. Flanqué de son âme damnée, son domestique Nicéphore Toupet, il s'adonne à la violence sadique qui fait aussi partie de ses menus plaisirs.

## Albums
1. Stan Caïman le héros chic à la queue verte (Dargaud 1986)
2. Stan Caïman est épatant (Dargaud 1987)
3. Stan Caïman en Amagonie (Dargaud 1988)
4. Stan Caïman contre les pin-up (Dargaud 1989)
5. Stan Caïman, un amour de Croco (Albin Michel 1997)